# Gran Premio motociclistico di Cina 2007
Il Gran Premio motociclistico di Cina 2007 corso il 6 maggio, è stato il quarto Gran Premio della stagione 2007 e ha visto vincere: la Ducati di Casey Stoner in MotoGP, Jorge Lorenzo nella classe 250 e Lukáš Pešek nella classe 125.

## MotoGP

### Qualifiche
| Pos | Pilota                     | Tempo       |
| --- | -------------------------- | ----------- |
| 1.  | Valentino Rossi (Yamaha)   | 1:58.424    |
| 2.  | John Hopkins (Suzuki)      | 1:59.315    |
| 3.  | Colin Edwards (Yamaha)     | 1:59.406    |
| 4.  | Casey Stoner (Ducati)      | 1:59.516    |
| 5.  | Daniel Pedrosa (Honda)     | 1:59.602    |
| 6.  | Marco Melandri (Honda)     | 1:59.863    |
| 7.  | Randy de Puniet (Kawasaki) | 1:59.885    |
| 8.  | Alex Barros (Ducati)       | 2:00.052    |
| 9.  | Nicky Hayden (Honda)       | 2:00.087    |
| 10. | Shin'ya Nakano (Honda)     | 2:00.157    |
| 11. | Alex Hofmann (Ducati)      | 2:00.175    |
| 12. | Toni Elías (Honda)         | 2:00.205    |
| 13. | Carlos Checa (Honda)       | 2:00.319    |
| 14. | Loris Capirossi (Ducati)   | 2:00.369    |
| 15. | Chris Vermeulen (Suzuki)   | 2:00.680    |
| 16. | Kenny Roberts Jr (KR212V)  | 2:00.763    |
| 17. | Sylvain Guintoli (Yamaha)  | 2:01.157    |
| 18. | Makoto Tamada (Yamaha)     | 2:01.178    |
|     | Olivier Jacque (Kawasaki)  | senza tempo |

### Gara

#### Arrivati al traguardo
| Pos | Nº | Pilota           | Squadra              | Motocicletta | Giri | Tempo     | Griglia | Punti |
| --- | -- | ---------------- | -------------------- | ------------ | ---- | --------- | ------- | ----- |
| 1   | 27 | Casey Stoner     | Ducati Marlboro      | Ducati       | 22   | 44:12.891 | 4       | 25    |
| 2   | 46 | Valentino Rossi  | Fiat Yamaha          | Yamaha       | 22   | +3.036    | 1       | 20    |
| 3   | 21 | John Hopkins     | Rizla Suzuki         | Suzuki       | 22   | +6.663    | 2       | 16    |
| 4   | 26 | Daniel Pedrosa   | Repsol Honda         | Honda        | 22   | +14.090   | 5       | 13    |
| 5   | 33 | Marco Melandri   | Honda Gresini        | Honda        | 22   | +17.276   | 6       | 11    |
| 6   | 65 | Loris Capirossi  | Ducati Marlboro      | Ducati       | 22   | +26.256   | 14      | 10    |
| 7   | 71 | Chris Vermeulen  | Rizla Suzuki         | Suzuki       | 22   | +26.591   | 15      | 9     |
| 8   | 14 | Randy de Puniet  | Kawasaki Racing      | Kawasaki     | 22   | +27.025   | 7       | 8     |
| 9   | 66 | Alex Hofmann     | Pramac d'Antin       | Ducati       | 22   | +28.108   | 11      | 7     |
| 10  | 7  | Carlos Checa     | Honda LCR            | Honda        | 22   | +32.957   | 13      | 6     |
| 11  | 5  | Colin Edwards    | Fiat Yamaha          | Yamaha       | 22   | +35.053   | 3       | 5     |
| 12  | 1  | Nicky Hayden     | Repsol Honda         | Honda        | 22   | +37.327   | 9       | 4     |
| 13  | 50 | Sylvain Guintoli | Dunlop Yamaha Tech 3 | Yamaha       | 22   | +50.705   | 17      | 3     |
| 14  | 4  | Alex Barros      | Pramac d'Antin       | Ducati       | 22   | +55.264   | 8       | 2     |
| 15  | 10 | Kenny Roberts Jr | Team Roberts         | KR212V       | 22   | +57.736   | 16      | 1     |

#### Ritirati
| Nº | Pilota         | Squadra              | Motocicletta | Giri | Griglia |
| -- | -------------- | -------------------- | ------------ | ---- | ------- |
| 56 | Shin'ya Nakano | Konica Minolta Honda | Honda        | 3    | 10      |
| 6  | Makoto Tamada  | Dunlop Yamaha Tech 3 | Yamaha       | 3    | 18      |
| 24 | Toni Elías     | Honda Gresini        | Honda        | 0    | 12      |

#### Non qualificato
| Nº | Pilota         | Squadra         | Motocicletta |
| -- | -------------- | --------------- | ------------ |
| 19 | Olivier Jacque | Kawasaki Racing | Kawasaki     |

### Classifiche

#### Classifica Piloti
| Pos. | Pilota           | Punti |
| ---- | ---------------- | ----- |
| 1.   | Casey Stoner     | 86    |
| 2.   | Valentino Rossi  | 71    |
| 3.   | Daniel Pedrosa   | 49    |
| 4.   | Marco Melandri   | 41    |
| 5.   | John Hopkins     | 37    |
| 6.   | Toni Elías       | 35    |
| 7.   | Colin Edwards    | 31    |
| 8.   | Loris Capirossi  | 30    |
| 9.   | Nicky Hayden     | 30    |
| 10.  | Chris Vermeulen  | 28    |
| 11.  | Alex Barros      | 27    |
| 12.  | Randy de Puniet  | 21    |
| 13.  | Carlos Checa     | 20    |
| 14.  | Alex Hofmann     | 19    |
| 15.  | Shin'ya Nakano   | 15    |
| 16.  | Sylvain Guintoli | 6     |
| 17.  | Olivier Jacque   | 4     |
| 18.  | Kenny Roberts Jr | 4     |
| 19.  | Makoto Tamada    | 4     |

#### Classifica Costruttori
| Pos. | Costruttore | Punti |
| ---- | ----------- | ----- |
| 1.   | Ducati      | 86    |
| 2.   | Yamaha      | 71    |
| 3.   | Honda       | 69    |
| 4.   | Suzuki      | 46    |
| 5.   | Kawasaki    | 23    |
| 6.   | KR212V      | 4     |

#### Classifica Squadre
| Pos. | Squadra              | Punti |
| ---- | -------------------- | ----- |
| 1.   | Ducati Marlboro      | 116   |
| 2.   | Fiat Yamaha          | 102   |
| 3.   | Repsol Honda         | 79    |
| 4.   | Honda Gresini        | 76    |
| 5.   | Rizla Suzuki         | 69    |
| 6.   | Pramac d'Antin       | 46    |
| 7.   | Kawasaki Racing      | 23    |
| 8.   | Honda LCR            | 20    |
| 9.   | Konica Minolta Honda | 15    |
| 10.  | Dunlop Yamaha Tech 3 | 10    |
| 11.  | Team Roberts         | 4     |

## Classe 250

### Arrivati al traguardo
| Pos | Nº | Pilota              | Squadra                    | Motocicletta | Giri | Tempo     | Griglia | Punti |
| --- | -- | ------------------- | -------------------------- | ------------ | ---- | --------- | ------- | ----- |
| 1   | 1  | Jorge Lorenzo       | Fortuna Aprilia            | Aprilia      | 21   | 44:17.095 | 1       | 25    |
| 2   | 19 | Álvaro Bautista     | Master - Mapfre Aspar      | Aprilia      | 21   | +3.904    | 6       | 20    |
| 3   | 34 | Andrea Dovizioso    | Kopron Team Scot           | Honda        | 21   | +5.031    | 5       | 16    |
| 4   | 3  | Alex De Angelis     | Master - Mapfre Aspar      | Aprilia      | 21   | +6.560    | 8       | 13    |
| 5   | 36 | Mika Kallio         | Red Bull KTM               | KTM          | 21   | +10.248   | 3       | 11    |
| 6   | 80 | Héctor Barberá      | Toth Aprilia               | Aprilia      | 21   | +10.502   | 2       | 10    |
| 7   | 60 | Julián Simón        | Repsol Honda               | Honda        | 21   | +10.832   | 4       | 9     |
| 8   | 12 | Thomas Lüthi        | Emmi - Caffe Latte Aprilia | Aprilia      | 21   | +30.484   | 7       | 8     |
| 9   | 4  | Hiroshi Aoyama      | Red Bull KTM               | KTM          | 21   | +32.895   | 11      | 7     |
| 10  | 32 | Fabrizio Lai        | Campetella Racing          | Aprilia      | 21   | +50.977   | 12      | 6     |
| 11  | 41 | Aleix Espargaró     | Blusens Aprilia            | Aprilia      | 21   | +51.699   | 15      | 5     |
| 12  | 8  | Ratthapark Wilairot | Thai Honda PTT-SAG         | Honda        | 21   | +53.036   | 17      | 4     |
| 13  | 14 | Anthony West        | Team Sicilia               | Aprilia      | 21   | +1:01.663 | 13      | 3     |
| 14  | 44 | Tarō Sekiguchi      | Campetella Racing          | Aprilia      | 21   | +1:14.603 | 23      | 2     |
| 15  | 9  | Arturo Tizón        | Blusens Aprilia Germany    | Aprilia      | 21   | +1:14.754 | 24      | 1     |
| 16  | 16 | Jules Cluzel        | Angaia Racing              | Aprilia      | 21   | +1:39.890 | 20      |       |
| 17  | 50 | Eugene Laverty      | Honda LCR                  | Honda        | 21   | +1:47.005 | 22      |       |
| 18  | 10 | Imre Tóth           | Toth Aprilia               | Aprilia      | 21   | +1:50.516 | 19      |       |
| 19  | 63 | Jin Xiao            | Yes! Yamaha Tianjian       | Yamaha       | 20   | +1 giro   | 26      |       |

### Ritirati
| Nº | Pilota           | Squadra                     | Motocicletta | Giri | Griglia |
| -- | ---------------- | --------------------------- | ------------ | ---- | ------- |
| 58 | Marco Simoncelli | Metis Gilera                | Gilera       | 13   | 10      |
| 25 | Alex Baldolini   | Kiefer - Bos - Sotin Racing | Aprilia      | 12   | 18      |
| 17 | Karel Abraham    | Cardion AB Motoracing       | Aprilia      | 10   | 21      |
| 73 | Shūhei Aoyama    | Repsol Honda                | Honda        | 8    | 9       |
| 28 | Dirk Heidolf     | Kiefer - Bos - Sotin Racing | Aprilia      | 2    | 14      |

### Non partiti
| Nº | Pilota         | Squadra              | Motocicletta | Griglia |
| -- | -------------- | -------------------- | ------------ | ------- |
| 55 | Yūki Takahashi | Kopron Team Scot     | Honda        | 16      |
| 62 | Shi Zhao Huang | Yes! Yamaha Tianjian | Yamaha       | 25      |

## Classe 125

### Arrivati al traguardo
| Pos | Nº | Pilota             | Squadra                    | Motocicletta | Giri | Tempo     | Griglia | Punti |
| --- | -- | ------------------ | -------------------------- | ------------ | ---- | --------- | ------- | ----- |
| 1   | 52 | Lukáš Pešek        | Valsir Seedorf Derbi       | Derbi        | 19   | 42:25.923 | 3       | 25    |
| 2   | 55 | Héctor Faubel      | Bancaja Aspar              | Aprilia      | 19   | +0.187    | 2       | 20    |
| 3   | 12 | Esteve Rabat       | Repsol Honda               | Honda        | 19   | +0.481    | 12      | 16    |
| 4   | 14 | Gábor Talmácsi     | Bancaja Aspar              | Aprilia      | 19   | +0.782    | 4       | 13    |
| 5   | 24 | Simone Corsi       | Skilled Racing             | Aprilia      | 19   | +1.140    | 7       | 11    |
| 6   | 33 | Sergio Gadea       | Bancaja Aspar              | Aprilia      | 19   | +1.191    | 6       | 10    |
| 7   | 60 | Michael Ranseder   | Ajo Motorsport             | Derbi        | 19   | +2.375    | 9       | 9     |
| 8   | 38 | Bradley Smith      | Repsol Honda               | Honda        | 19   | +2.400    | 5       | 8     |
| 9   | 44 | Pol Espargaró      | Belson Campetella Aprilia  | Aprilia      | 19   | +2.717    | 18      | 7     |
| 10  | 75 | Mattia Pasini      | Polaris World              | Aprilia      | 19   | +3.423    | 1       | 6     |
| 11  | 29 | Andrea Iannone     | WTR Team                   | Aprilia      | 19   | +8.360    | 15      | 5     |
| 12  | 35 | Raffaele De Rosa   | Multimedia Racing          | Aprilia      | 19   | +8.640    | 11      | 4     |
| 13  | 7  | Alexis Masbou      | FFM Honda GP 125           | Honda        | 19   | +12.680   | 22      | 3     |
| 14  | 63 | Mike Di Meglio     | Kopron Team Scot           | Honda        | 19   | +16.671   | 23      | 2     |
| 15  | 8  | Lorenzo Zanetti    | Team Sicilia               | Aprilia      | 19   | +16.777   | 21      | 1     |
| 16  | 22 | Pablo Nieto        | Blusens Aprilia            | Aprilia      | 19   | +24.444   | 13      |       |
| 17  | 53 | Simone Grotzkyj    | Multimedia Racing          | Aprilia      | 19   | +27.337   | 25      |       |
| 18  | 11 | Sandro Cortese     | Emmi - Caffe Latte Aprilia | Aprilia      | 19   | +32.924   | 10      |       |
| 19  | 6  | Joan Olivé         | Polaris World              | Aprilia      | 19   | +35.029   | 14      |       |
| 20  | 20 | Roberto Tamburini  | Team Sicilia               | Aprilia      | 19   | +36.883   | 17      |       |
| 21  | 77 | Dominique Aegerter | Multimedia Racing          | Aprilia      | 19   | +46.084   | 28      |       |
| 22  | 37 | Joey Litjens       | De Graaf Grand Prix        | Honda        | 19   | +46.456   | 29      |       |
| 23  | 99 | Daniel Webb        | De Graaf Grand Prix        | Honda        | 19   | +48.131   | 30      |       |
| 24  | 13 | Dino Lombardi      | Kopron Team Scot           | Honda        | 19   | +1:08.983 | 31      |       |
| 25  | 56 | Hugo van den Berg  | Blusens Aprilia            | Aprilia      | 19   | +1:09.714 | 32      |       |
| 26  | 95 | Robert Mureșan     | Ajo Motorsport             | Derbi        | 19   | +1:50.417 | 26      |       |
| 27  | 34 | Randy Krummenacher | Red Bull KTM               | KTM          | 18   | +1 giro   | 24      |       |

### Ritirati
| Nº | Pilota           | Squadra              | Motocicletta | Giri | Griglia |
| -- | ---------------- | -------------------- | ------------ | ---- | ------- |
| 71 | Tomoyoshi Koyama | Red Bull KTM         | KTM          | 18   | 8       |
| 15 | Federico Sandi   | Skilled Racing       | Aprilia      | 9    | 19      |
| 27 | Stefano Bianco   | WTR Team             | Aprilia      | 8    | 20      |
| 18 | Nicolás Terol    | Valsir Seedorf Derbi | Derbi        | 1    | 16      |
| 51 | Stevie Bonsey    | Red Bull KTM         | KTM          | 1    | 27      |